# Applied Physics
Applied Physics ist eine monatlich erscheinende Zeitschrift für angewandte Physik, die seit 1973 beim Springer-Verlag Berlin Heidelberg New York (Springer Nature) veröffentlicht wird. Sie hat Peer Review.
Es gibt die Reihen A und B. Applied Physics A behandelt Materialwissenschaften und Materialbearbeitung (Materials Science & Processing). Bis 2015 erschienen vier Bände pro Jahr mit je vier Heften (mit Unterschieden in den Anfangsjahren), ab 2016 nur noch ein Band pro Jahr mit 12 Heften. Applied Physics B behandelt Laser und Optik. Wie in der Reihe A erschienen bis 2015 vier Bände pro Jahr mit je vier Heften (mit Unterschieden in den Anfangsjahren), ab 2016 nur noch ein Band pro Jahr mit 12 Heften.
Veröffentlicht werden sowohl theoretische als auch experimentelle Beiträge und neben regulären Artikeln Mitteilungen für schnelle Veröffentlichung (Rapid Communications) und eingeladene Übersichtsartikel.
Die ISSN von Applied Physics A ist für die Druckausgabe 0947-8396, von Applied Physics B 0946-2171. Für die Online-Ausgabe: Reihe A 1432-0630, Reihe B 1432-0649.
Der Impact Factor gemäß dem Web of Science ist für Applied Physics A 1,784 (2018), für Applied Physics B 1,769 (2018).
Ein Teil der Artikel ist Open Access.
Die Herausgeber von Applied Physics A und B vergeben den Julius-Springer-Preis für angewandte Physik, der mit 5000 Dollar dotiert ist und seit 1998 vergeben wird.

## Geschichte
Die Zeitschrift für angewandte Physik wurde zum 31. Dezember 1971 vom Verlag eingestellt. Nachdem Helmut K. V. Lotsch am 1. Januar 1972 zum Springer-Verlag Berlin Heidelberg New York kam, hat er 1972 Applied Physics konzipiert und nach einer einjährigen Unterbrechung ohne Verbindung zur eingestellten Zeitschrift extern zusammen mit einem Gremium internationaler Physiker gegründet und von Volume 1 in 1973 an herausgegeben. Applied Physics bestand von Januar 1973 bis August 1981 (Band 25, Nr. 4). Lotsch edierte die Zeitschrift bis zum Band 25. Danach wurde sie 1981 von Lotsch in die Teile A (Solids and Surfaces) und B (Photophysics and Laser Chemistry) aufgeteilt, jeweils fortgesetzt mit der Bandnummer 26. Lotsch war weiter Herausgeber von den Teilen A und B bis Band 61.
Das Jahr 2023 markiert das 50-jährige Bestehen des Journals.

### Herausgeber
Applied Physics A
- 2023: Thomas Lippert
- 2019: Thomas Lippert

Applied Physics B
- 2023: Jacob Mackenzie[5]
- 2019: Dieter Meschede